# Seenplatte

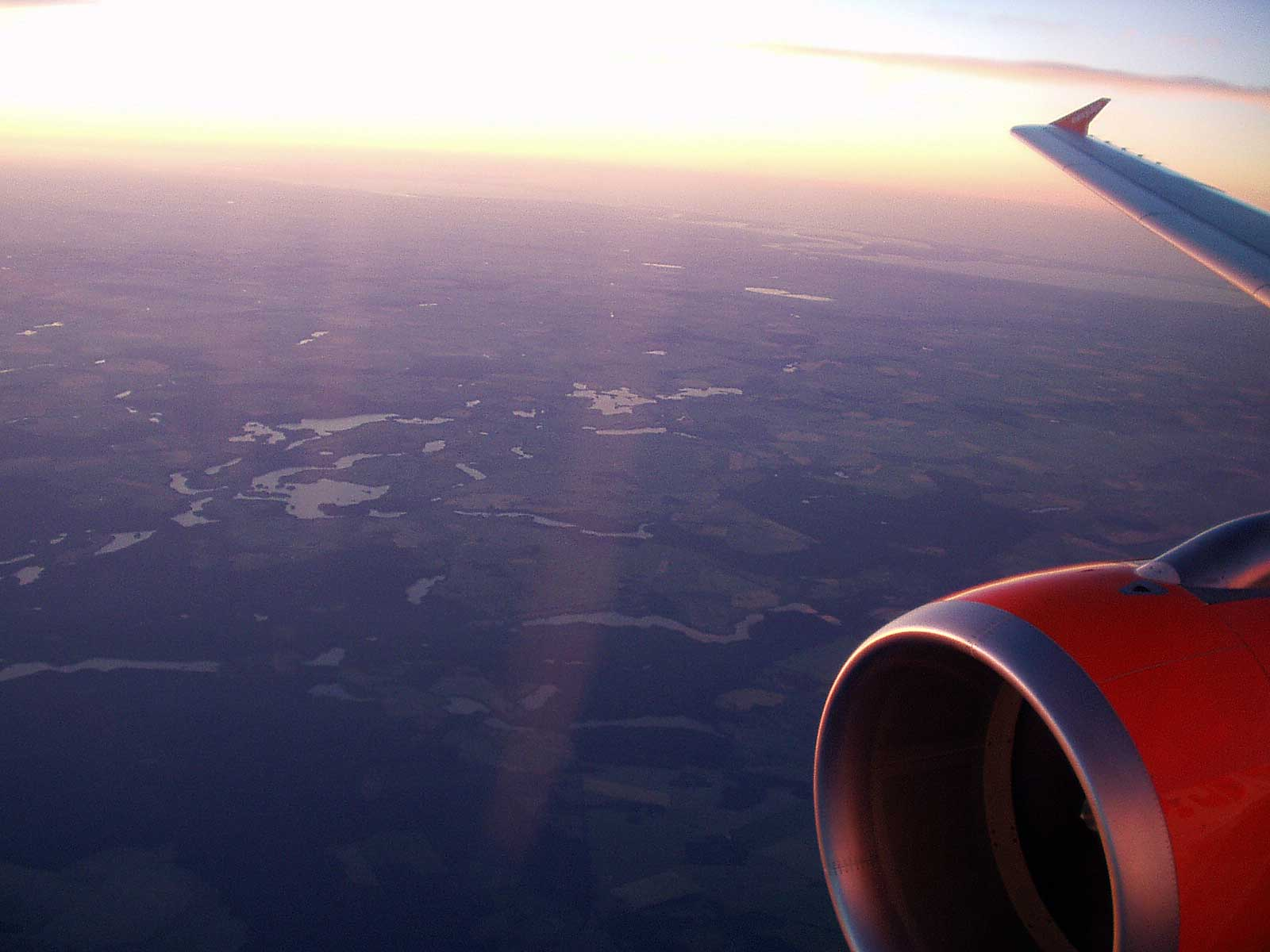
Östlichster Teil der Mecklenburgischen Seenplatte (Feldberger Seenlandschaft) nach Sonnenuntergang aus ca. 8 km Höhe

Als Seenplatte bezeichnet man landläufig ein Gebiet, das eine größere Anzahl von Seen oder Teichen enthält. Sie ist eine sprachliche Zusammenfassung und kein geomorphologischer Begriff. Die Seen können durchaus eine unterschiedliche Entstehungsgeschichte haben, zu anderen Einzugsgebieten zugehören bzw. verschiedenen Naturräumen angehören.
So kann ihre Entstehung von den geomorphologischen Verhältnissen abhängig sein. So sind die nordpolnischen und norddeutschen Seenplatten eine Folge glazialer Ereignisse, die Moränenlandschaften hinterlassen haben. Dazu gehören die Pommersche Seenplatte und die Mecklenburgische Seenplatte. Manchmal führt auch die Verkarstung zur Bildung einer Seenplatte wie bei der Plitvitzer Seenplatte.
Durch den Eingriff des Menschen sind mittlerweile einige künstliche Seenplatten erschaffen worden, so das Lausitzer Seenland und das Mitteldeutsche Seenland mit dem Leipziger Neuseenland. Die drei genannten entstanden im Rahmen der Rekultivierung und Renaturierung der durch die ehemalige Braunkohlegewinnung und deren Anlagen geschaffenen Tagebaurestlöchern. Das Fränkische Seenland wurde ebenfalls künstlich angelegt, um die Wasserverteilung zwischen Süd- und Nordbayern auszugleichen.
Ein weiteres Beispiel einer Seenplatte ist das Oberlausitzer Heide- und Teichgebiet. Hier wurden neben den natürlich vorhandenen Seen und Teichen, einige künstlich durch Menschenhand geschaffen.
Die Dörfer und Gemeinden um die Plothener Teiche haben sich zur Verwaltungsgemeinschaft Seenplatte zusammengeschlossen.

## Weitere Beispiele
- Dreiseenplatte in München
- Fränkisches Seenland
- Osterseen
- Seeoner Seen
- Eggstätt-Hemhofer Seenplatte
- Finnische Seenplatte
- Masurische Seenplatte
- Mecklenburgische Seenplatte
- Möllner Seenplatte
- Northeimer Seenplatte
- Oberpfälzer Seenplatte
- Pommersche Seenplatte.